# Novokramatorsky Mashinostroitelny Zavod
Novokramatorsky Mashinostroitelny Zavod (NKMZ), en ukrainien Новокраматорський машинобудівний завод (HKM3), est une entreprise ukrainienne implantée à Kramatorsk et active depuis le milieu des années 1930.

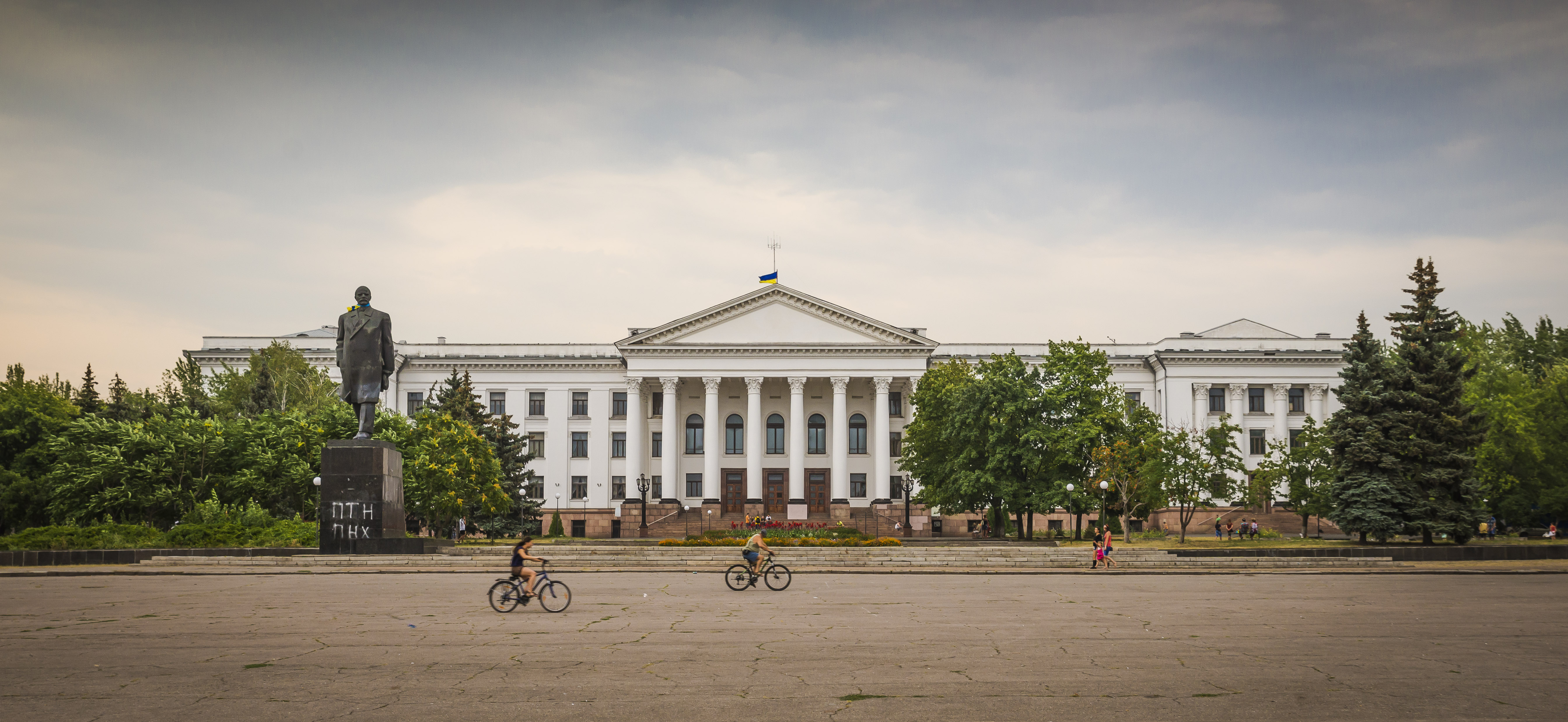
palais de la culture et de la technologie NKMZ classé et statue de Lénine classé.

Ses métiers sont la réalisation d'équipements pour l'industrie métallurgique et minière : laminoirs, hauts fourneaux, matériel de levage, terrassement...
Elle est surtout connue pour ses presses hydrauliques de très forte puissance. Elle a construit entre 1957 et 1960, deux presses de 75 000 t métriques. Une à l'usine VSMPO-AVISMA à Verkhniaïa Salda et la seconde sur un site à Samara qui a été repris après la dislocation de l’URSS par Alcoa en Russie.
Une machine soviétique NKMZ de 65 000 t est installée entre 1974 et 1976 à Issoire en France. Servant à la mise en forme d'alliages et pièces de grande dimension pour l'industrie aéronautique, elle est toujours parmi les plus importantes de sa catégorie 40 ans après sa mise en service,.

## Pour approfondir
- La forge industrielle